# Ole Bjerke
Ole Gutormsen Bjerke (ur. 13 kwietnia 1881 w Hof w gminie Åsnes, zm. 15 kwietnia 1959 w Arnebergu w gminie Åsnes) – norweski strzelec, olimpijczyk.
Uczestnik Letnich Igrzysk Olimpijskich 1912, na których wystartował w jednej konkurencji. Zajął 80. miejsce w karabinie wojskowym w trzech postawach z 300 m (startowało 91 strzelców).

## Wyniki

### Igrzyska olimpijskie
| Igrzyska       | Konkurencja                           | Wynik           | Miejsce | Źródło |
| -------------- | ------------------------------------- | --------------- | ------- | ------ |
| Sztokholm 1912 | Karabin wojskowy, trzy postawy, 300 m | 61 pkt. (41–20) | 80      | [ 1 ]  |